# Гірник (Кривий Ріг)
Спортивний клуб «Гірник» — український футбольний клуб з міста Кривого Рогу Дніпропетровської області. До 20 серпня 2020 року виступав у Другій лізі чемпіонату України, але поступився місцем відродженому за дорученням Президента України Володимира Зеленського клубу «Кривбас». Найкраще досягнення — 6 місце у Першій лізі чемпіонату України у сезоні 2015/16.

## Історія
Футбольна команда «Гірник» — дітище промислового гіганта «Криворізький залізорудний комбінат». Це одне з найбільших в Україні підприємств із видобутку залізорудної сировини.

Попередня емблема клубу

Багато років колектив зі змінним успіхом виступав в першості Дніпропетровської області. Були як падіння, так і зльоти. У 1999 році команда стала чемпіоном і володарем Кубка Кривого Рогу, була фіналістом Кубка Дніпропетровської області, а також виграла першість України серед підприємств концерну «Укррудпром». У 2001 і 2002 роках — чемпіон Дніпропетровської області. У 2002 і 2003 роках футболісти комбінату ставали переможцями міжнародного турніру «Кубок країн СНД» серед команд підприємств гірничодобувної промисловості України, Росії та Казахстану. У 2003 році криворізькі футболісти вибороли третє місце в аматорському чемпіонаті України й стали фіналістами Кубка Міністерства промислової політики.
Навесні 2004 року «Гірник» взяв участь в чемпіонаті України серед КФК, а восени отримав право представляти Кривий Ріг в першості України серед команд другої ліги. У дебютному сезоні 2004/05 криворіжці посіли 13 місце в групі «Б», у 2005/06 — 11 місце, 2006/07 — найвище досягнення в другій лізі — 6 місце, сезон 2007/08 років криворіжці закінчили на 14 місці.
У період літнього міжсезоння 2008 року лави криворізького клубу поповнили досвідчені футболісти. Результат не змусив на себе довго чекати. На старті сезону 2008/09 ФК «Гірник» став головним відкриттям чемпіонату. Команда кілька разів очолювала турнірну таблицю і постійно перебувала в трійці лідерів. Команда з Дніпропетровської області мала підстави розраховувати на підвищення в класі, проте фінансова криза завадила стабільному фінансуванню клубу.
Футбольна команда — частина спортивного клубу «Гірник», де культивують також греко-римську боротьбу, регбі і тайський бокс. Резерв для клубу готує Комплексна дитячо-юнацька спортивна школа «Гірник».
20 серпня 2020 року клуб офіційно передав місце в другій лізі клубу «Кривбас» (в постанові конференції ПФЛ вживається назва клубу «Кривбас 2020»), який раніше особисто доручив повернути в професіональний футбол Президент України Володимир Зеленський. При цьому до «Кривбасу» перейшли президент «Гірника» Костянтин Караманиць, головний тренер Геннадій Приходько та більшість гравців. У «Гірнику» ж основною стала команда U-19.

## Статистика виступів
| Сезон                                | Ліга          | Місце           | І  | В  | Н  | П  | ГЗ | ГП | О  | Кубок України  | Примітки          |
| ------------------------------------ | ------------- | --------------- | -- | -- | -- | -- | -- | -- | -- | -------------- | ----------------- |
| 2004–2005                            | Друга Група Б | 11 з 14         | 26 | 7  | 6  | 13 | 21 | 25 | 27 | не брав участі |                   |
| 2005–2006                            | Друга Група Б | 11 з 15         | 28 | 7  | 11 | 10 | 23 | 34 | 32 | 1/32 фіналу    |                   |
| 2006–2007                            | Друга Група Б | 6 з 15          | 28 | 13 | 5  | 10 | 46 | 41 | 44 | 1/32 фіналу    |                   |
| 2007–2008                            | Друга Група Б | 14 з 18         | 34 | 9  | 10 | 15 | 43 | 51 | 37 | не брав участі |                   |
| 2008–2009                            | Друга Група Б | 11 з 18         | 34 | 15 | 5  | 14 | 46 | 56 | 41 | 1/64 фіналу    |                   |
| 2009–2010                            | Друга Група Б | 9 з 14          | 26 | 8  | 4  | 14 | 29 | 43 | 28 | 1/32 фіналу    |                   |
| 2010–2011                            | Друга Група Б | 5 з 12          | 22 | 10 | 5  | 7  | 32 | 26 | 35 | 1/64 фіналу    |                   |
| 2011–2012                            | Друга Група Б | 4 з 14          | 26 | 16 | 3  | 7  | 44 | 22 | 51 | 1/32 фіналу    |                   |
| 2012–2013                            | Друга Група Б | 1 з 5 у групі 4 | 32 | 14 | 8  | 10 | 49 | 37 | 50 | 1/32 фіналу    |                   |
| 2013–2014                            | Друга         | 4 з 19          | 36 | 20 | 10 | 6  | 49 | 36 | 70 | 1/16 фіналу    | Підвищення        |
| 2014–2015                            | Перша         | 9 з 16          | 30 | 10 | 12 | 8  | 32 | 26 | 42 | 1/32 фіналу    |                   |
| 2015–2016                            | Перша         | 6 з 16          | 30 | 13 | 10 | 7  | 39 | 27 | 49 | 1/8 фіналу     | Знявся зі змагань |
| клуб не мав професіонального статусу |               |                 |    |    |    |    |    |    |    |                |                   |
| 2018–2019                            | Друга Група Б | 3 з 10          | 27 | 15 | 6  | 6  | 53 | 33 | 51 | 1/8 фіналу     |                   |
| 2019–2020                            | Друга Група Б | 4 з 11          | 20 | 10 | 3  | 7  | 33 | 22 | 33 | 1/64 фіналу    |                   |

## Стадіон
Домашні матчі «Гірник» проводив на однойменному стадіоні Криворізького залізорудного комбінату, побудованому в 1956 році. Стадіон після реконструкції має 2500 глядацьких місць на двох трибунах.

## Відомі гравці
- Роман Дорош
- Ігор Бука
- Валентин Платонов
- Артем Тєрєхов
- Євген Сантрапинських